# Paris Saint-Germain Football Club 1987-1988
Questa voce raccoglie le informazioni riguardanti il Paris Saint-Germain Football Club nelle competizioni ufficiali della stagione 1986-1987

## Stagione
Nonostante l'arrivo di nomi importanti come il campione del mondo Gabriel Calderón e Ray Wilkins (acquistato dopo che era sfumato l'acquisto di Glenn Hoddle, il quale aveva dato inizialmente il consenso per il trasferimento a Parigi), il Paris Saint-Germain continuò a peggiorare le proprie prestazioni concludendo il campionato al quindicesimo posto dopo che in panchina era stato chiamato Erick Mombaerts in sostituzione di Houllier, elevato al ruolo di direttore tecnico. Anche in Coppa di Francia la squadra offrì prestazioni poco degne di nota, uscendo ai sedicesimi di finale per mano del Sochaux.

## Maglie e sponsor
Tutte le divise introdotte nella stagione precedente non subiscono modifiche (anche se viene aggiunta una terza divisa, di colore interamente blu), mantenendo inalterati anche gli sponsor (RTL e Canal+ quelli ufficiali e Adidas quello tecnico).
| Manica sinistra · Manica sinistra · Maglietta · Maglietta · Manica destra · Manica destra · Pantaloncini · Calzettoni | Manica sinistra · Manica sinistra · Maglietta · Maglietta · Manica destra · Manica destra · Pantaloncini · Calzettoni | Manica sinistra · Manica sinistra · Maglietta · Maglietta · Manica destra · Manica destra · Pantaloncini · Calzettoni |

## Organigramma societario
Area direttiva
- Presidente onorario: Henri Patrelle
- Presidente: Francis Borelli

Area tecnica
- Direttore tecnico: dal 25 ottobre Gérard Houllier[1]
- Allenatore: Gérard Houllier, dal 25 ottobre Erick Mombaerts[1]

## Rosa
| N. |                        | Ruolo | Calciatore           |
| -- | ---------------------- | ----- | -------------------- |
|    | Francia (bandiera)     | P     | Joël Bats            |
|    | Francia (bandiera)     | P     | Claude Barrabé       |
|    | Francia (bandiera)     | D     | Thierry Bacconnier   |
|    | Francia (bandiera)     | D     | Michel Bibard        |
|    | Francia (bandiera)     | D     | Philippe Jeannol     |
|    | Francia (bandiera)     | D     | Pierre Bianconi      |
|    | Francia (bandiera)     | D     | Olivier Martinez     |
|    | Francia (bandiera)     | D     | Philippe Dehouc      |
|    | Francia (bandiera)     | D     | Stéphane Persol      |
|    | Francia (bandiera)     | D     | Franck Tanasi        |
|    | Francia (bandiera)     | D     | Christian Zajakowski |
|    | Francia (bandiera)     | D     | Fabrice Moreau       |
|    | Inghilterra (bandiera) | D     | Ray Wilkins          |
|    | Francia (bandiera)     | D     | Jean-Luc Vasseur     |

| N. |                       | Ruolo | Calciatore       |
| -- | --------------------- | ----- | ---------------- |
|    | Francia (bandiera)    | C     | Pierre Reynaud   |
|    | Francia (bandiera)    | C     | Alain Couriol    |
|    | Francia (bandiera)    | C     | Liazid Sandjak   |
|    | Jugoslavia (bandiera) | C     | Safet Sušić      |
|    | Francia (bandiera)    | C     | Fabrice Poullain |
|    | Francia (bandiera)    | C     | Patrice Marquet  |
|    | Senegal (bandiera)    | C     | Oumar Sène       |
|    | Francia (bandiera)    | C     | Éric Martin      |
|    | Francia (bandiera)    | A     | Bruno Roux       |
|    | Francia (bandiera)    | A     | Daniel Xuereb    |
|    | Senegal (bandiera)    | A     | Amara Simba      |
|    | Argentina (bandiera)  | A     | Gabriel Calderón |
|    | Senegal (bandiera)    | A     | Jules Bocandé    |

## Statistiche

### Statistiche di squadra
| Competizione     | Punti | Totale | Totale | Totale | Totale | Totale | Totale | DR |
| Competizione     | Punti | G      | V      | N      | P      | Gf     | Gs     | DR |
| ---------------- | ----- | ------ | ------ | ------ | ------ | ------ | ------ | -- |
| Division 1       | 34    | 38     | 12     | 10     | 16     | 36     | 45     | -9 |
| Coppa di Francia | -     | 3      | 1      | 0      | 2      | 2      | 6      | -4 |
| Totale           |       | 41     | 13     | 10     | 18     | 38     | -20    |    |